# Московій
Московій (лат. Moscovium, Mc) — 115-й хімічний елемент V групи періодичної системи атомний номер 115, атомна маса 288, більш стабільним є нуклід 288Mc (період напіврозпаду оцінюється в 87 мс), а найбільш стабільним 289Mc з періодом напіврозпаду в 156 мс. Штучно синтезований елемент, у природі не зустрічається.

## Історія
У лютому 2004 року були опубліковані результати експериментів, що проводилися з 14 липня по 10 серпня 2003 року, в результаті яких було отримано 115-й елемент в Об'єднаному інституті ядерних досліджень (Росія) спільно з Ліверморською національною лабораторєю (США).

## Походження назви
Міжнародний союз теоретичної і прикладної хімії (IUPAC) затвердив назву елемента «московій» на честь Московської області, де розташоване місто Дубна, в якому його вперше синтезували. Рішення про затвердження назви прийняли 30 листопада 2016 року. До цього він мав систематичну тимчасову назву унунпентій (лат. Ununpentium, Uup, штучно утворена від коренів латинських числівників 1, 1, 5), а також неофіційну назву ека-бісмут.

## Отримання
Отриманий в результаті ядерних реакцій:
{\displaystyle \,_{95}^{243}\mathrm {Am} +\,_{20}^{48}\mathrm {Ca} \,\to \,{}_{115}^{288}\mathrm {Mc} +3\;_{0}^{1}\mathrm {n} \;},
{\displaystyle \,_{95}^{243}\mathrm {Am} +\,_{20}^{48}\mathrm {Ca} \,\to \,{}_{115}^{287}\mathrm {Mc} +4\;_{0}^{1}\mathrm {n} \;}.

## Відомі ізотопи
| Ізотоп | Маса    | Період напіврозпаду | Тип розпаду      | зареєстровано подій |
| ------ | ------- | ------------------- | ---------------- | ------------------- |
| 287Mc  | 287     | 32+155−14 мс        | α-розпад в 283Mc | 1                   |
| 288Mc  | 288     | 87+105−30 мс        | α-розпад в 284Mc | 23                  |
| 289Mc  | 289,194 | 156 мс              |                  |                     |